# Pierwszy rząd Victora Ponty
Pierwszy rząd Victora Ponty – rząd Rumunii funkcjonujący od 7 maja do 21 grudnia 2012.
27 kwietnia 2012 urzędujący od lutego tegoż roku rząd Mihaia Răzvana Ungureanu (tworzony głównie przez PDL i UDMR) przegrał w parlamencie głosowanie nad wotum nieufności. Prezydent Traian Băsescu desygnował następnie na premiera Victora Pontę, lidera opozycyjnej Partii Socjaldemokratycznej (PSD). Do nowej koalicji dołączyły Partia Narodowo-Liberalna (PNL) oraz Partia Konserwatywna (PC). Rząd rozpoczął funkcjonowanie 7 maja 2012.
21 grudnia 2012, po wyborach parlamentarnych, które zdecydowanie wygrała Unia Socjalno-Liberalna tworzona przez dotychczasowych koalicjantów oraz UNPR, gabinet został zastąpiony przez drugi rząd Victora Ponty.

## Skład rządu
- Premier: Victor Ponta (PSD)[3]
- Wicepremier, minister finansów publicznych: Florin Georgescu (bezp.)
- Minister administracji i spraw wewnętrznych: Ioan Rus (PSD, do sierpnia 2012), Mircea Dușa (PSD, od sierpnia 2012)
- Minister spraw zagranicznych: Andrei Marga (PNL, do sierpnia 2012), Titus Corlățean (PSD, od sierpnia 2012)
- Minister sprawiedliwości: Titus Corlățean (PSD, do sierpnia 2012), Mona Pivniceru (bezp., od sierpnia 2012)
- Minister rolnictwa i rozwoju wsi: Daniel Constantin (PC)
- Minister pracy, rodziny i ochrony socjalnej: Mariana Câmpeanu (PNL)
- Minister gospodarki, handlu i biznesu: Daniel Chițoiu (PNL)
- Minister transportu i infrastruktury: Ovidiu Silaghi (PNL)
- Minister środowiska i leśnictwa: Rovana Plumb (PSD)
- Minister rozwoju regionalnego i turystyki: Eduard Hellvig (PNL)
- Minister obrony narodowej: Corneliu Dobritoiu (PNL)
- Minister edukacji, nauki, rodziny i sportu: Ioan Mang (PSD, w maju 2012), Ecaterina Andronescu (PSD, od lipca 2012)
- Minister zdrowia: Vasile Cepoi (bezp., do października 2012), Raed Arafat (bezp., od października 2012)
- Minister łączności i społeczeństwa informacyjnego: Dan Nica (PSD)
- Minister kultury: Mircea Diaconu (PNL, do czerwca 2012), Puiu Hașotti (PNL, od czerwca 2012)
- Minister spraw europejskich: Leonard Orban (bezp.)
- Minister ds. kontaktów z parlamentem: Mircea Duşa (PSD, do sierpnia 2012), Dan Șova (PSD, od sierpnia 2012)
- Minister delegowany ds. administracji: Victor Paul Dobre (PNL, do sierpnia 2012), Radu Stroe (PNL, od sierpnia 2012)
- Minister delegowany ds. biznesu: Lucian Isar (bezp., do sierpnia 2012), Mihai Voicu (PNL, od sierpnia 2012)
- Minister delegowany ds. dialogu społecznego: Liviu Pop (bezp.)